# Parque Rodó (San José de Mayo)

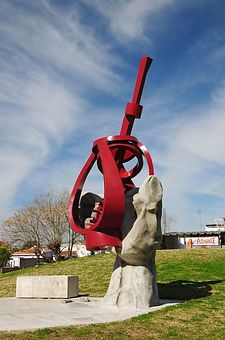
Monumento al mate, en el Parque Rodó. 34°19'59.33" S 56°43'47.75" O

El Parque José Enrique Rodó, conocido también como Parque Rodó, es un parque de la ciudad de San José de Mayo, en el departamento de San José, Uruguay. Su nombre hace referencia a José Enrique Rodó, un importante escritor uruguayo. 

## Historia
El parque fue inaugurado el 25 de agosto de 1878, pero con el nombre "Mario", por iniciativa del doctor italiano Francisco Giampietro haciendo honor a su hermano sacerdote.
Pasó a ser administrado por la intendencia de San José en el año 1914 y el 1 de marzo de 1915 abrió sus puertas al público con el nombre de Parque "18 de Julio". Recién en el año 1917 cambió el nombre a "Parque Rodó". El mismo arquitecto que diseñó el Estadio Centenario, Juan A. Scasso, realizó la construcción del hotel, inaugurado el 30 de diciembre de 1938. Los servicios de bar y comedor comenzaron el 18 de mayo de 1945, y la ampliación de la Hostería, que había sido inaugurada el 7 de febrero de 1948, se aprobó el 11 de diciembre de 1953. La misma Hostería, remodelada y decorada, abrió sus puertas al público nuevamente el 28 de mayo de 1977.[cita requerida]

## Zoológico
En el Parque Rodó de San José de Mayo se sitúa también el jardín zoológico municipal, que cuenta con 735 ejemplares, mayoritariamente aves autóctonas. La reproducción está supervisada por la Intendencia y dos veterinarios.
Además, el lugar cuenta con un acuario con más de 400 peces de diferentes especies, algunas de agua fría, otras de climas tropicales y algunas exóticas. 
Existe un hospital para animales que funciona dentro del predio para atender aquellos que presenten diferentes problemas de salud.

## Vivero
Se puede apreciar un recorrido interno con aproximadamente 370 árboles autóctonos con sus nombres correspondientes y también un estanque con carpas.

## Actividades deportivas
El 27 de marzo de 1966 se inauguró el primer kartódromo, que más tarde fue trasladado y se renombró "Luis Pedro Serra". Desde 2012, San José de Mayo es la capital del karting del Mercosur.
Luego se inauguró el circuito aeróbico iluminado de 3000 m.
El lugar se puede encontrar una cancha de básquetbol, otra de fútbol, tres de tenis, dos de pádel, y una piscina con profesor y salvavidas.